# Nephopterix acrobasella
Nephopterix acrobasella är en fjärilsart som beskrevs av George Francis Hampson 1912. Nephopterix acrobasella ingår i släktet Nephopterix och familjen mott. Inga underarter finns listade i Catalogue of Life.